# Klapa DVD-a Žrnovnica – Sveti Florijan
Klapa DVD-a Žrnovnica – Sveti Florijan, kraće Klapa Sveti Florijan, klapa iz Žrnovnice. Nastupaju kao čisto muška klapa i kao mješovita klapa.

## Cilj
Cilj klape je njegovati dalmatinski glazbeni izričaj i promicanje dobrovoljnog vatrogastva u Žrnovnici i zemlji. Izvode tradicionalnu klapsku glazbu a osim nje i brojne moderne aranžmane u skladu sa suvremenim klapskim trendovima.

## Povijest
Korijeni sežu u 2009., kad su početkom studenoga petorica pjevača otišla iz klape Žrnovnica i osnovali svoju klapu. Dogovorivši se s predsjednikom Dobrovoljnog vatrogasnog društva Žrnovnica Andrijom Sinovčićem postali su vatrogasna klapa u Hrvatskoj. 14. ožujka 2010. prvi su put javno nastupili. Bila je to smotra vatrogasaca u godine u Hrvatskom zagorju, Bedekovčina. Poslije su nastupali i u eminentnim prostorima kao Lisinski. Po cijeloj se Hrvatskoj pročulo za njih pobjedom na Splitskom festivalu 2010. godine pjesmom Kako ću joj reć da varin (glazba Ernest Pelaić - tekst Nikša Krmpetić - aranžman Vinko Didović).

## Članovi
Tenori su Ana Duišin (I), Darko Pastar (I), Nino Treskavica (II), Ante Javorčić (II), Miro Vranković (II/bariton). Baritoni su Luka Bartulić, Rade Popadić, a Petar Džoja je bariton/bas. Basevi su Damir Milina i Hrvoje Lovrić. U klapi mandolinu sviraju Mladen Mihanović i Mario Barbarić. Marin Mihanović svira gitaru a bas gitaru svira Ivan Džoja. Voditeljica je Antonela Pilić.